# London on da Track
London on da Track o RK London, pseudonimo di London Tyler Holmes (Atlanta, 27 marzo 1991), è un beatmaker, produttore discografico e rapper statunitense. Collabora frequentemente con il rapper Young Thug. Ha anche lavorato con rapper come Birdman, Lil Wayne, Kodak Black, Lil Baby, A Boogie Wit Da Hoodie, Gucci Mane, Drake, Post Malone, T.I., 21 Savage, 50 Cent, Ghali e Sfera Ebbasta .

## Carriera

### 2007-2011: Gli inizi
London ha iniziato a rappare all'età di sedici anni con il gruppo Dem Guyz. Per guadagnare soldi, London ha iniziato suonando degli arrangiamenti al pianoforte in chiesa ed ha iniziato a comporre dei beat per alcuni rapper. Con l'aiuto dei software online specializzati sulla creazione di musica è stato in grado di perfezionare le sue abilità. Ha cominciato ad ottenere un successo locale quando ha iniziato a produrre basi musicali per i Rich Kidz. All'inizio della sua carriera, London avrebbe prodotto musica gratuitamente per ottenere più pubblicità. La prima canzone prodotta da London ad essere stata trasmessa in radio è stata Pieon dei Rich Kidz. Il successo del brano ha motivato London a continuare a produrre.

### 2011-presente: Cash Money Records e il successo commerciale
Nel 2011, ha registrato la prima di molte collaborazioni con Young Thug, Curtains. Poco dopo London ha ha firmato il suo primo contratto con l'etichetta Cash Money Records. Nell'agosto 2014 il rapper statunitense nonché CEO di Cash Money Records, Bryan "Birdman" Williams, ha definito London "il miglior produttore nel settore, ad oggi". Il rapper di Atlanta Young Thug ha invece dichiarato che London è il suo produttore preferito con cui lavorare e che sarebbe diventato "il più grande produttore di sempre". Complex lo ha incluso nella lista del 2013 dei 25 New Producers To Watch For (ovvero tra i migliori produttori emergenti). Nell'agosto 2014, tre singoli, prodotti da London on da Track, sono entrati contemporaneamente nella Billboard Hot 100: Lifestyle dei Rich Gang alla posizione numero 16, About the Money, di T.I. alla numero 42 e Hookah, di Tyga alla posizione 85. Nel 2018, è apparso in Black Ink Crew: Chicago, un reality televisivo trasmesso negli Stati Uniti. Nel 2019 è apparso nello show di Netflix, Rhythm + Flow, come produttore musicale nella puntata finale.

## Discografia

### Mixtape
- 2016 – The DefAnition (con Dae Dae)[8]

## Riconoscimenti
- 2019 – Candidatura al Produttore dell'anno ai BET Hip Hop Awards